# Viện bảo tàng Plantin-Moretus

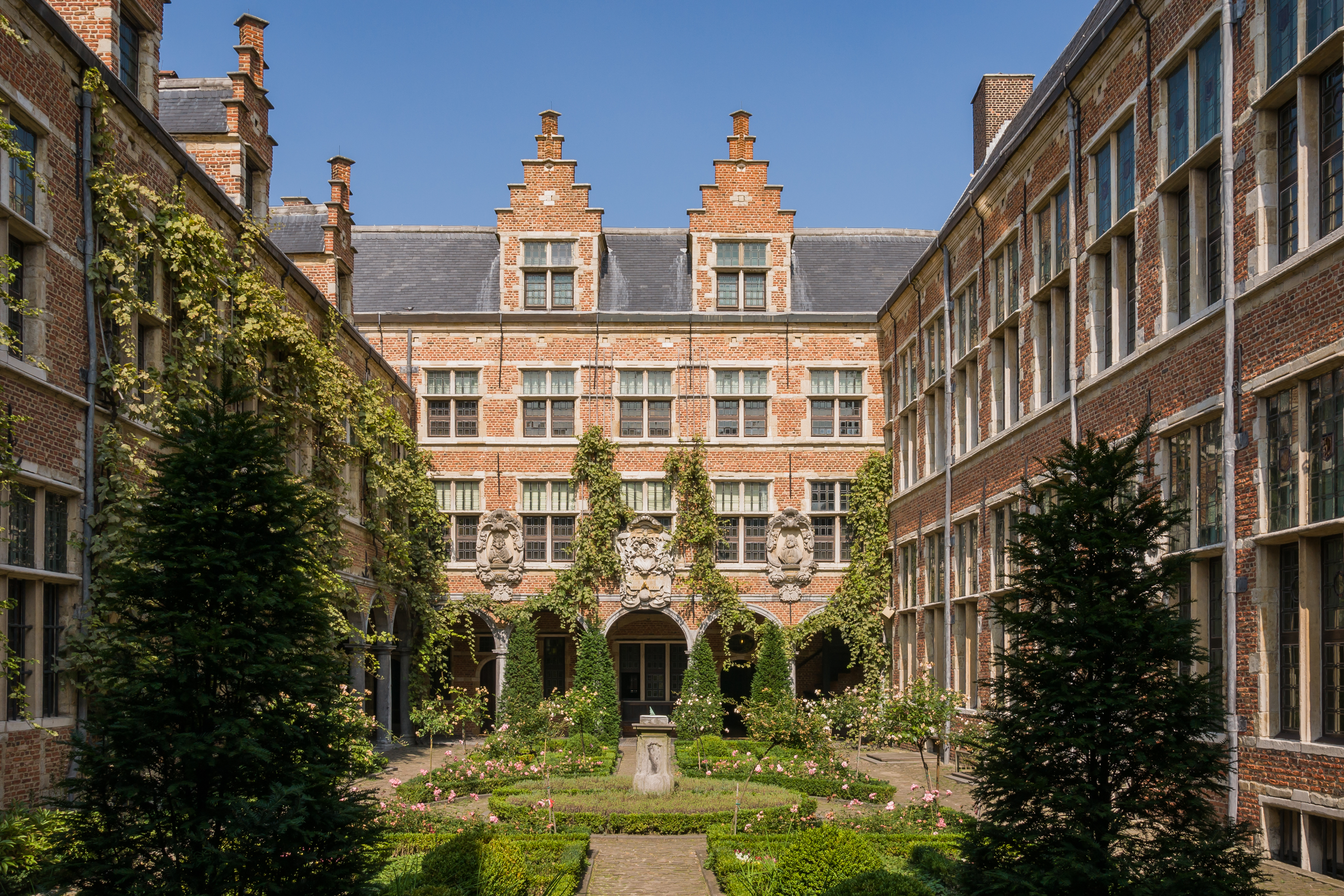
Sân trong của viện bảo tàng.

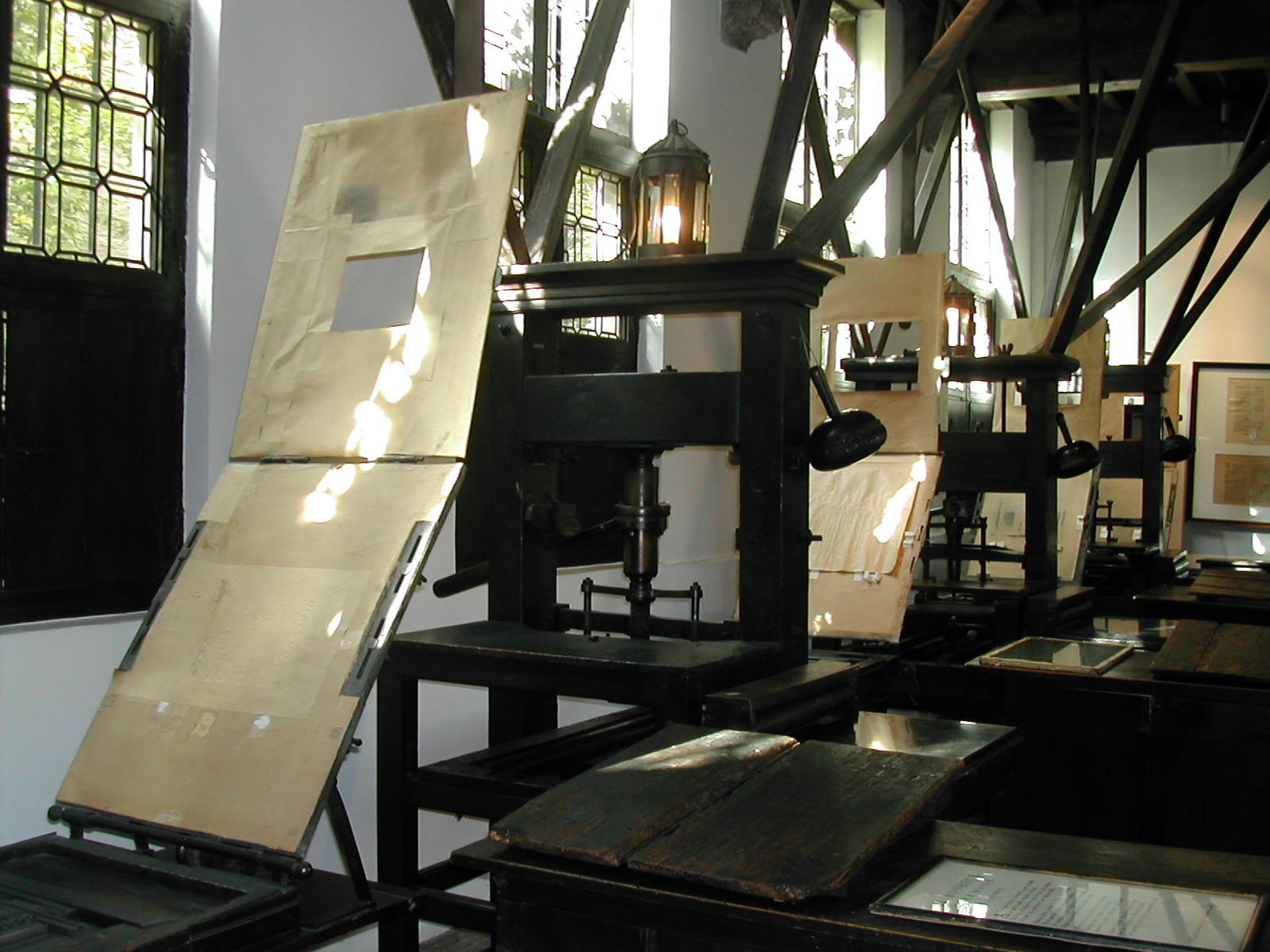
Máy in gốc tại bảo tàng.

Bảo tàng Plantin-Moretus là một viện bảo tàng in ấn nằm tại Antwerp, Bỉ là nơi tập trung công việc in ấn của hai nhà in ấn thế kỷ 16 là Christophe Plantin và Jan Moretus. Nó nằm tại nơi ở cũ và cơ sở in ấn báo Plantin ở Vrijdagmarkt, Antwerp. Năm 2005, UNESCO đã công nhận quần thể Bảo tàng-xưởng-nhà này là Di sản thế giới.

## Lịch sử
Công ty in ấn được thành lập vào thế kỷ 16 bởi Christophe Plantin, người đã sở hữu những máy đánh chữ hàng đầu Paris vào thời điểm đó. Ông là nhân vật chính trong ngành in ấn đương đại với chủ nghĩa nhân văn. Cuốn sách Đa ngôn ngữ Plantin là tập hợp gồm 8 cuốn văn bản tiếng Do Thái, Ả Rập, Hy Lạp, Syria là một trong những tác phẩm phức tạp nhất thời kỳ này. Ông cũng là người bị nghi ngờ có liên quan đến các thành viên của nhóm dị giáo được gọi là Familia Caritatis, đã khiến ông phải sống lưu vong ở Pháp.
Sau cái chết của ông, khu phức hợp này thuộc sở hữu người con rể là Jan Moretus. Trong khi hầu hết các cơ sở in ấn khác đã loại bỏ công nghệ in ấn lỗi thời của họ trong thế kỷ 18 và 19 để đáp ứng thị hiếu thì công ty Plantin-Moretus vẫn giữ gìn cẩn thận bộ sưu tập máy in của người sáng lập. Năm 1876, Edward Moretus đã bán công ty cho thành phố Antwerp. Một năm sau, công chúng có thể đến thăm các khu vực sinh sống và xưởng in. Bộ sưu tập đã được sử dụng rộng rãi cho việc nghiên cứu, ví dụ như nhà sử học Harry Carter. Con trai của ông là Matthew Carter về sau mô tả nghiên cứu của cha mình là để chứng minh rằng, đó là bộ sưu tập tốt nhất của các loại máy in ấn được thực hiện trong thời kỳ vàng son vẫn còn trong tình trạng hoàn hảo.